# دهانه برخوردی زیروکی
دهانهٔ برخوردیِ زیروکی (به انگلیسی: Zirouki Meteor Crater) یک ساختارِ دایره‌ای‌شکل می‌باشد که در اثر برخورد شهاب‌سنگ به زمین، حدود ۳۶ میلیون سال پیش به وجود آمده‌است. گودال زیروکی در کویر سومسور در ایرانشهرِ بلوچستان، در جنوب شرقی ایران واقع شده‌است. این ساختار با قطر ۳۰۰۰–۳۵۰۰ متر و عمق ۳۰–۵۰ متر در عرض جغرافیایی ۲۸٫۴۸۴۱ درجه و در طول ۶۰٫۰۲۶۹ درجه قرار دارد.
گودال زیروکی در سال ۲۰۱۲ به عنوان یک سایتِ دارایِ پتانسیلِ برخوردی معرفی و در اوت ۲۰۱۳ به‌عنوان تنها گودال برخوردی شهاب‌سنگی امکان‌پذیر و قابل تأیید در ایران در پایگاه تخصصی ساختارهای برخوردی جهان (دانشنامهٔ مخاطرات طبیعی دانشگاه نووسی بیرسک روسیه) ثبت گردید.
این گودال اولین نمونه در ایران و سومین نمونه در خاورمیانه پس از گودال «وبار» Wabar در عربستان و گودال «جبل وقف الصوان» (Jebel Waqf as Suwwan) در اردن می‌باشد.